# Finja Schaake
Finja Schaake (* 23. Juli 1992 in Marburg) ist eine ehemalige deutsche Basketballspielerin.

## Basketballkarriere
Die 1,79 m große Flügelspielerin spielte seit ihrer Jugend beim TSV Grünberg. Mit Grünberg holte sie die Deutschen Meisterschaften 2008 in der U16, 2009 in der Altersklasse U18 und 2011 in der Altersklasse U19.
In den Saisons 2009/10 und 2010/2011 spielte Finja Schaake mit einer Doppellizenz nicht nur für ihren Stammverein Bender Baskets Grünberg in der 2. Damen-Basketball-Bundesliga, sondern zusätzlich beim BC Marburg in der 1. Damen-Basketball-Bundesliga. Mit dem BC Marburg erreichte sie in der deutschen Meisterschaft 2010 sowie im Deutschen Pokal 2011 jeweils den dritten Platz. Bronze gab es für sie und Marburg in der deutschen Meisterschaft ebenfalls 2012, 2016 und 2017 sowie im Pokal 2019. 2018 zog sie mit Marburg ins Endspiel des europäischen Vereinswettbewerbs CEWL ein, verlor dort jedoch.
2020 wechselte sie innerhalb der Bundesliga zum TK Hannover und trat in der niedersächsischen Landeshauptstadt eine Stelle als Gymnasiallehrerin an. 2024 beendete Schaake ihre Spielerlaufbahn und wurde beim TKH Co-Trainerin.

## Nationalmannschaft
In den Nationalmannschaften des Deutschen Basketball Bundes wurde Finja Schaake in der Altersklasse U16, U18 und U20 eingesetzt. 2012 wurde Finja Schaake in die A-Nationalmannschaft berufen. Ihr erstes Länderspiel absolvierte sie am 26. Mai 2012 in Kienbaum bei der 67:86-Niederlage gegen Serbien.

## Erfolge
- Deutscher Meister 2008 mit der U16 des TSV Grünberg
- Deutscher Meister 2009 mit der U18 des TSV Grünberg
- Deutscher Meister 2011 mit der U19 des TSV Grünberg
- Deutsche Pokalsiegerin 2023 mit den TK Hannover Luchsen
- Deutsche Pokalsiegerin 2024 mit den TK Hannover Luchsen